# (9283) 1981 EY17
(9283) 1981 EY17 — астероїд головного поясу, відкритий 2 березня 1981 року.
Тіссеранів параметр щодо Юпітера — 3,475.